# Tielve
Tielve ist ein Ort und gleichzeitig ein Parroquia in der Gemeinde Cabrales in der spanischen Provinz Asturien.
Das Parroquia hat eine Gesamtfläche von 43,15 km² und zählte 2011 72 Einwohner. Tielve liegt im Nationalpark Picos de Europa auf einer Höhe von 685 m über dem Meeresspiegel nördlich der Peña Maín. Der Ort liegt 11 Kilometer von der Regionalhauptstadt Carreña entfernt am Río Duje. 

## Sehenswürdigkeiten
- Kirche San Cristóbal de Tielve